# Lorna Arnold
Lorna Arnold OBE (* 7. Dezember 1915 in London als Lorna Margaret Rainbow; † 25. März 2014) war eine britische Historikerin.

## Leben
Lorna Arnold wurde 1915 in London als Tochter eines Technikers des Royal Naval Air Service geboren und wuchs auf einem Bauernhof im ländlichen England in der Grafschaft Surrey auf. 1934 erhielt sie ein Stipendium um englische Literatur am Bedford College der University of London zu studieren. Dort machte sie 1937 ihren Abschluss. Anschließend studierte sie auf Lehramt an der University of Cambridge und arbeitete ein Jahr als Lehrerin an einer Secondary School. Die Tätigkeit als Lehrerin sagte ihr jedoch nicht zu. Als sie im Zuge eines Herzleidens ihre Arbeit unterbrechen musste, erhielt sie im Zuge des Zweiten Weltkrieges die Möglichkeit im Öffentlichen Dienst tätig zu werden. Nach ihrer Genesung nahm sie ihre neue Arbeit im War Office auf. Später gehörte sie dem Army Council Secretariat. 1944 wurde sie in das Foreign and Commonwealth Office versetzt, wo sie die erste weibliche Diplomatin war, und war dort an der Ausarbeitung der Richtlinien der European Advisory Commission beteiligt. Im August 1945 wurde sie nach Berlin und gehörte dem Allied Control Council an. 1946 wurde sie an der britischen Botschaft in Washington, D.C. tätig. 1949 beendete sie ihre Karriere im Öffentlicher Dienst und kehrte in das Vereinigte Königreich zurück. Nach ihrer Rückkehr heiratete sie den US-amerikanischen Musiker Robert Arnold, welchen sie in Washington, D.C. kennengelernt hatte. Die beiden lebten in Cheyne Walk im Londoner Stadtteil Chelsea, wo ihr Ehemann eine Kollektion von Musikinstrumenten des National Trust betreute. In der ersten Hälfte der 1950er  verließ ihr Ehemann sie und kehrte in die Vereinigten Staaten zurück. Lorna Arnold musste sich von nun an alleine um die beiden gemeinsamen Söhne kümmern. Sie nahm eine Anstellung als Verpackerin in einer Keksfabrik an und wurde später als Büroangestellte tätig. 1959 ergab sich eine Chance ihrem schlecht bezahlten Bürojob zu entkommen, als sie durch einen ehemaligen Kollegen aus ihrer Zeit in Berlin die Möglichkeit erhielt wieder im Öffentlichen Dienst, diesmal für die Atomic Energy Authority, zu arbeiten. Zuerst arbeitete sie in den Bereichen Gesundheit und Betriebssicherheit, unter anderem gehörte sie der Windscale Accident Commission an, dann wurde sie in der Unterlagenverwaltung tätig und unterstützte Margaret Gowing, die offizielle Historikerin der Behörde. Als Gowing in den Ruhestand ging, übernahm Arnold ihre Position. Im Laufe ihrer weiteren Karriere als Historikerin veröffentlichte sie eine Reihe von Büchern. Mit zunehmendem Alter ließ ihre Sehkraft nach und 2002 war sie erblindet. Die nächsten Jahre überarbeitete sie zwei ihrer Bücher und schrieb ihre Memoiren, welche 2012 als My Short Century veröffentlicht wurden. Bereits gesundheitlich angeschlagen, starb sie 2014 nach einem Schlaganfall.
1976 wurde sie zum Officer des Order of the British Empire ernannt. Sie war Fellow des Institute of Physics sowie Fellow des Institute of Contemporary British History. Die Society for Radiological Protection verlieh ihr die Ehrenmitgliedschaft. 2009 erhielt sie einen Ehrendoktor der University of Reading.

## Veröffentlichungen
- mit Margaret Gowing: Independence and Deterrence: Britain and Atomic Energy, 1945-52. Volume 1: Policy Making. Macmillan, London 1974, ISBN 0-333-15781-8.
- mit Margaret Gowing: Independence and Deterrence: Britain and Atomic Energy, 1945-52. Volume 2: Policy Execution. Macmillan, London 1974, ISBN 0-333-16695-7.
- A Very Special Relationship: British Atomic Weapon Trials in Australia. HMSO Books, London 1987, ISBN 0-11-772412-2.
- mit Katherine Pyne: Britain and the H-Bomb. Palgrave Macmillian, London 2001, ISBN 0-312-23518-6.
- mit Mark Smith: Britain, Australia and the Bomb: The Nuclear Tests and Their Aftermath. Palgrave Macmillian, London 2006, ISBN 1-4039-2101-6.
- Windscale 1957: Anatomy of a Nuclear Accident. Palgrave Macmillian, London 2007, ISBN 978-0-230-57317-8.
- My Short Century. Cumnor Hill Books, Palo Alto, California 2012, ISBN 978-0-9837029-0-0.